# Primer ministro de Zimbabue

Escudo de Zimbabue.

Primer ministro de Zimbabue (en inglés Prime Minister of Zimbabwe) fue la denominación del jefe de Gobierno de Zimbabue. Robert Mugabe fue durante 21 años el único primer ministro en la historia de Zimbabue. Tomó el cargo cuando la antigua Rodesia del Sur se convirtió en la República de Zimbabue el 17 de abril de 1980. Posteriormente, en 1987, abolió el cargo mediante una enmienda a la Constitución y Mugabe se convirtió en el presidente de Zimbabue, asumiendo tanto las responsabilidad de jefe de Estado como de jefe de Gobierno.
El 11 de febrero de 2009, el líder de la oposición, Morgan Tsvangirai, del partido Movimiento por el Cambio Democrático, fue nombrado primer ministro después de las negociaciones por constitiuir un gobierno de unidad tras las elecciones presidenciales de 2008.
El cargo fue finalmente abolido en 2013 por la Constitución.

## Primeros ministros de Zimbabue (1980-actualidad)
| Nombre            | Comienzo                 | Término                  | Partido político                     |
| ----------------- | ------------------------ | ------------------------ | ------------------------------------ |
| Robert Mugabe     | 18 de abril de 1980      | 31 de diciembre de 1987  | ZANU-PF                              |
| Cargo abolido     | 31 de diciembre de 1987  | 11 de febrero de 2009    | —                                    |
| Morgan Tsvangirai | 11 de febrero de 2009    | 11 de septiembre de 2013 | Movimiento por el Cambio Democrático |
| Cargo abolido     | 11 de septiembre de 2013 | Presente                 | —                                    |